# MaRf
Freddy De Vos (Oostende, 28 januari 1951), pseudoniem MaRf, is een Belgisch hedendaags kunstenaar/beeldhouwer die voornamelijk werkt in brons en keramiek.

## Opleiding
De Vos groeide op in Oudenburg. Hij studeerde een jaar aan de Universiteit van Gent, maar volgde nadien een opleiding industrieel ingenieur in Oostende. Daarna trok hij naar München om zich uiteindelijk te settelen in Gent. Hij besloot zich in te schrijven voor de avondopleiding aan de plaatselijke Koninklijke Academie voor Schone Kunsten. Hij studeerde er in de jaren 70 keramiek en begin jaren tachtig beeldhouwen.

## Sociaal engagement
De Vos nam deel aan vele sociaal-culturele projecten zoals het beeld voor Amnesty International aan het Gravensteen en de permanente poëzieroute in Gent. Hij is actief lid van de H(onest)A(rts)M(ovement) en het ovengodjes-project 2000 voor zijn buurt. In zijn werken verwerkte hij poëzie van Benno Barnard, Patricia Lasoen, Roel Richelieu Van Londersele, Gwij Mandelinck, Willie Verhegghe.

## Werken (selectie)
- In Gent
  - aan het Gravensteen het werk "Monument voor de verdwenen personen"
  - aan het Sint-Baafsplein "Toen ik klein was en onder tafel woonde" met een gedicht van Roel Richelieu Van Londersele.[3][4]
  - Op de Westerbegraafplaats staat het "Grafbeeld voor Fritz Vanden Berghe"
  - Voor de Topsporthal Vlaanderen aan de Watersportbaan het werk “Ode aan de Loper”
  - Aan de veer in Baarle (Drongen) staat misschien zijn gekendste werk “De Zonneschilder”[5]
  - Een bronzen voelmaquette aan de voet van de Sint-Baafskathedraal[3][6]
- ‘Gebottelde sculpturen’ kleine keramische en bronzen beeldjes die in flessen gesmolten (gebotteld) worden.
- In samenwerking met parfumeur Kristof Lefebre van het geurlab Miglot ‘Olfactieve sculpturen’. 12 sculpturen in keramiek met daarin kleine reservoirs waar geur in wordt voorzien.[3]

Verder is werk van MaRf te zien in Geraardsbergen, Aardenburg (NL), Kraainem, Buggenhout, Oudenburg, Oostende en Zoutleeuw.
- RKD-Nederlands Instituut voor Kunstgeschiedenis: 272693